# Häxprocesserna i Lemgo

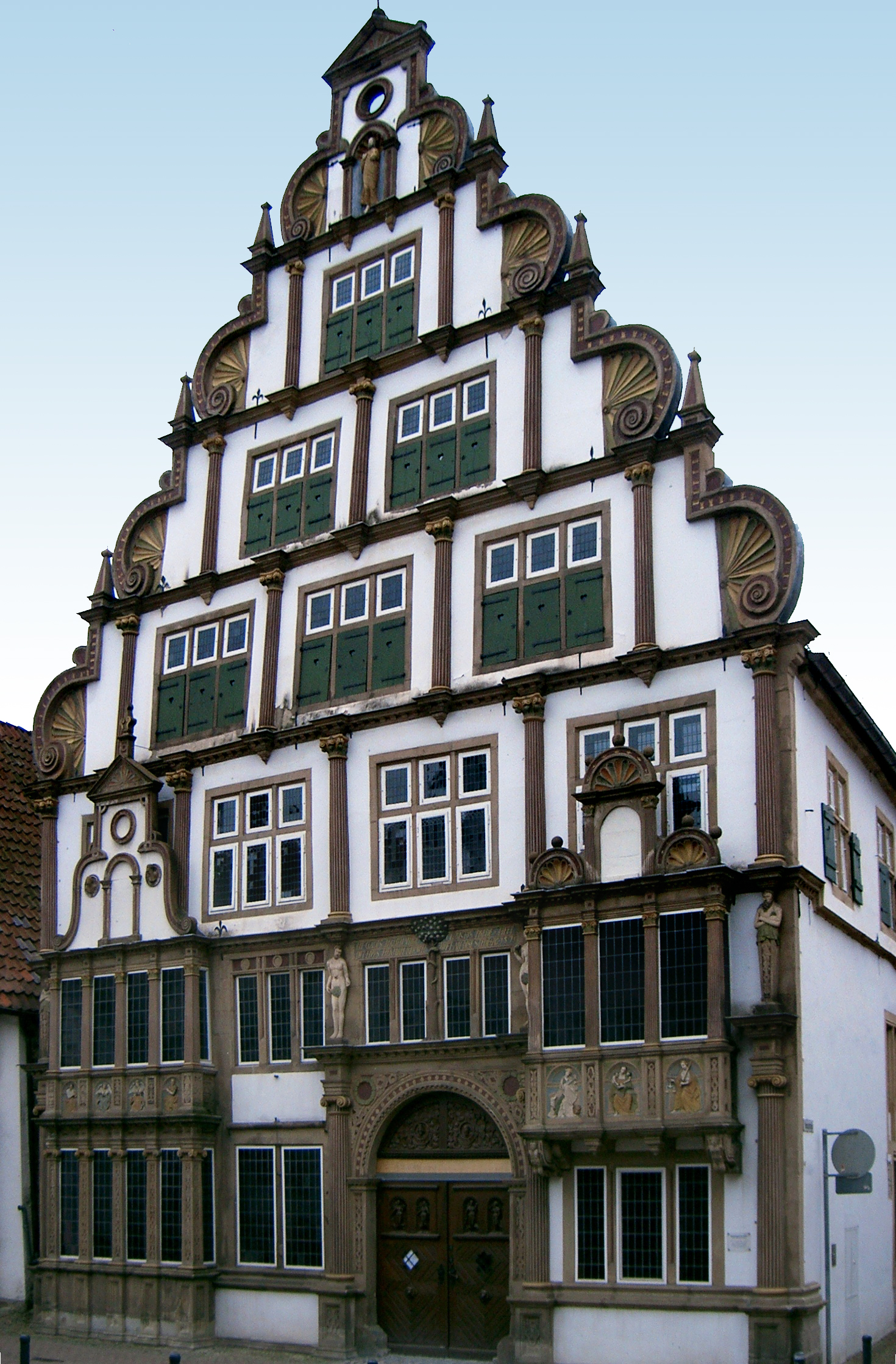
Hexenbürgermeisterhaus ("Häxborgmästarhuset") i Lemgo.

Häxprocesserna i Lemgo, som utspelade sig mellan 1509 och 1681, tillhör de mest väldokumenterade och studerade i sitt slag i det som senare kom att bli Tyskland. De omfattar omkring 200 fall, vilket dock anses vara i underkant, varav hälften avrättades år 1653. Fallen i Lemgo tillhör de mest välstuderade inom forskningen om häxprocesserna i Tyskland.      